# Nguyễn Minh Vân
Nguyễn Minh Vân (1923 – 2014) có tên đầy đủ là Nguyễn Đình Quảng bút danh Nguyễn Dân Trung là một nhân viên tình báo của Quân đội nhân dân Việt Nam với quân hàm Đại tá.

## Tiểu sử
Nguyễn Đình Quảng sinh năm 1923, quê ở xã Quế Lộc, huyện Nông Sơn, tỉnh Quảng Nam. Cha ông là cụ Nguyễn Đình Hiến – một viên quan dưới triều Nguyễn từng làm Phủ doãn Thừa Thiên, mẹ ông tên là Tôn Nữ Thị Trinh. Gia đình ông thường sinh sống ở Huế theo công việc của cha, Quảng được theo học trường Quốc học Huế từ trước 1945, ông được học tiếng Pháp và đậu tú tài. Năm 1948, ông kết hôn với Nguyễn Thị Thìn, người gốc Hà Nội, cũng là con cái nhà tư sản đi theo cách mạng. Họ có 1 con trai tên Nguyễn Quốc Hùng.

## Sự nghiệp

### Chiến tranh Đông Dương
Sau khi được cha gửi gắm cho Bộ trưởng Bộ Nội vụ Huỳnh Thúc Kháng, Quảng đã được giới thiệu làm thư ký cho thứ trưởng Hoàng Hữu Nam. Một thời gian sau, tiếp tục được điều sang Phòng tình báo do Hoàng Minh Đạo phụ trách và được ông Đạo nhận làm em nuôi rồi đặt cho bí danh Nguyễn Minh Vân. Tháng 9 năm 1945, ông là Trưởng ban Tuyên truyền Giải phóng quân tại Đà Nẵng. Tháng 12 năm 1946, ông là Trưởng ban Tình báo Hà Nội. Ngày 3 tháng 2 năm 1947, ông được kết nạp Đảng Cộng sản Việt Nam. Năm 1949, ông phụ trách Phòng Cán sự điệp báo của Cục Tình báo và công tác tại Việt Bắc đến năm 1954.

### Chiến tranh Việt Nam
Chiến tranh Việt Nam diễn ra, Minh Vân được chuyển về công tác tại Cơ quan tình báo chiến lược Trung ương do Trần Hiệu làm Giám đốc. Đầu tháng 6 năm 1956, ông được phái vào Huế để nắm mạng lưới điệp báo miền Trung, theo chỉ đạo trực tiếp từ ông Lê Minh, Uỷ viên Thường vụ Khu uỷ, phụ trách Ban địch tình của Liên khu uỷ V. nhưng vướng phải chiến dịch "tố cộng, diệt cộng" quyết liệt nên ông mắc kẹt tại căn cứ ở Quảng Nam trong thời gian dài. Sau đó ông được cử vào miền Nam vào cuối tháng 6 năm 1957. Minh Vân với tên giả là Nguyễn Văn Quán, xuất phát từ căn cứ Trung Mang, Quảng Nam vào hoạt động hợp pháp tại Sài Gòn qua đường hàng không và được bàn giao một lưới nội tuyến cao cấp đang hoạt động tại đó. Tháng 11 năm 1957, Minh Vân bị Mật vụ Miền Trung tố giác và bị bắt vào nhà giam của Tổng nha Công an Việt Nam Cộng hòa, sau đó chuyển sang Trại giam đặc biệt P.42. Tháng 2 năm 1958, Minh Vân bị ra Huế, giam tại Lao xá thuộc Ty Công an Thừa Thiên. Tháng 3 và tháng 5 năm 1958, Ngô Đình Cẩn cho người đưa Minh Vân đến gặp riêng nhằm chiêu hàng ông, nhưng không thành. Ngày 8 tháng 8 năm 1961, Ngô Đình Cẩn hạ lệnh cho biệt giam Minh Vân tại Trại giam Mang Cá, rồi ngày 10 tháng 11 năm 1961, tiếp tục đưa ông đến tử ngục Chín Hầm, giam tại xà lim số 13, hầm số 8.
Tại nhà tù Chín Hầm, Minh Vân đã sáng tác ra tập thơ "Sống trong mồ" dài 3000 câu, tất cả đều được ghi trong trí nhớ, tập thơ được sáng tác vào khoảng cuối năm 1962, đầu năm 1963. Sau cuộc đảo chính lật đổ Ngô Đình Diệm, chiều ngày 3 tháng 11 năm 1963, một nhóm đảo chính ở nhà tù đã đưa ông và một số đồng đội về Ty Công an Huế để chờ giải quyết. Minh Vân là một trong ba người còn sống của hầm số 8 sau cuộc đảo chính này. Ông tiếp tục bị giam ở Nhà tù Lao Xá một thời gian rồi bị đưa vào Sài Gòn và được trả tự do vào ngày 23 tháng 5 năm 1964.

### Sau năm 1975
Năm 1973, phần I của tập thơ được Nhà xuất bản Văn học in thành sách với 1.200 câu và được tái bản bổ sung vào năm 2002. Bản chép tay bài thơ do Minh Vân viết hiện nay được đặt tại Bảo tàng Cách mạng Việt Nam và bản in đầu tiên được đặt tại Bảo tàng Tổng cục II thuộc Bộ Quốc phòng.
Nguyễn Minh Vân nghỉ hưu năm 1983 và qua đời tháng 12 năm 2014.

## Vinh danh
Tháng 12 năm 2019, Nhà xuất bản Thông tấn cho xuất bả cuốn sách có tên “Sống trong mồ - Huyền thoại và đời thật của Nhà tình báo Nguyễn Minh Vân” do nhà nghiên cứu, thạc sĩ Nguyễn Kim Thành biên soạn.
Năm 2022, Hội đồng nhân dân thành phố Đà Nẵng khóa X quyết định lấy tên ông đặt cho một con đường dài 770m ở huyện Hòa Vang.

## Trong văn hóa
Hình tượng vợ chồng Nguyễn Minh Vân - Nguyễn Thị Thìn được tái hiện trong bộ phim truyền hình dài 15 tập Con đường sáng phát sóng năm 2008 kể về cuộc đời tướng tính báo Hoàng Minh Đạo. Trong đó Nguyễn Minh Vân do Lê Thiện Tùng thể hiện, còn bà Thìn do diễn viên Thanh Nhàn thể hiện.